# Людвиг Скакун
Людвиг Скакун (нем. Ludwig der Springer; 1042/1065 — 1123) — граф Тюрингии с 1080 года. Упоминается во многих легендах, но исторических фактов о его жизни немного.

## Биография

### Правление
Людвиг Скакун был сыном Людвига Бородатого из франконского рода Людовингов. Предполагается, что именно он основал Вартбург, ставший ядром ландграфства Тюрингия.
Датой его рождения во многих источниках указан 1042 год. На самом деле — это наиболее ранняя теоретически возможная дата. Вероятно, он родился гораздо позже — в 1060 или даже в 1065 году (учитывая год его смерти и даты рождения детей)
Людвиг получил прозвище Скакун за то, что смело прыгнул в реку из окна высокой башни, куда был заточён императором. Он пытался захватить владения Саксонского пфальцграфства — территорию к западу от Заале и к северу от Унструта. Когда пфальцграф Фридрих III был убит на охоте (1085 год), в этом убийстве обвинили Людвига. Его арестовали и заточили в замок Гибихенштайн близ Халле. Там он провёл 3 года, ожидая казни. Спасся, выпрыгнув из башни замка в реку Заале, где его ожидал слуга с лодкой и конём.
В покаяние за убийство пфальцграфа Фридриха Людвиг Скакун построил церковь в Зангерхаузене и позднее основал аббатство Рейнхардсбрунн (ныне в городе Фридрихрода).
Другая легенда рассказывает об основании замка Вартбург. Место для него Людвиг выбрал во время охоты. Увидев гору, он воскликнул: «Тут будет мой замок!» Однако эта гора находилась за пределами его владений. Тогда Людвиг приказал своим людям принести к горе землю с его собственной территории. Затем 12 его верных рыцарей встали на это место, воткнули мечи и поклялись, что стоят на земле, принадлежащей Людвигу.
В борьбе за инвеституру граф Людвиг Скакун был противником императоров Салической династии Генриха IV и Генриха V.

### Жена и дети
Людвиг был женат дважды. О первой жене практически ничего не известно, детей в этом браке не было.
В 1088 году он женился на Адельгейде фон Штаде, вдове убитого им пфальцграфа Саксонского Фридриха III. Дети:
- Герман
- Людвиг I (ок. 1090 — 13 января 1140) — граф, с 1131 года ландграф Тюрингии
- Генрих Распе (ум. 1130)
- Удо I (ум. 1148) — епископ Наумбурга
- Кунигунда
- Цицилия (ум. 1141), замужем за Герлахом I фон Вельденц
- Адельгейда, жена Ульриха II Веймарского.
- Конрад